# Royal Rumble (2017)
Royal Rumble (2017) – gala wrestlingu wyprodukowana przez federację WWE dla wrestlerów z brandów Raw i SmackDown. Odbyła się 29 stycznia 2017 w Alamodome w San Antonio w Teksasie. Emisja była przeprowadzana na żywo za pośrednictwem WWE Network oraz w systemie pay-per-view. Była to trzydziesta gala w chronologii cyklu Royal Rumble, a także czwarta wyprodukowana w Teksasie (po edycjach z lat 1989, 1997 i 2007). Po raz pierwszy w historii cyklu wydarzenie trwało cztery godziny.
Na gali odbyło się osiem walk. Tytułowy Royal Rumble match zwyciężył Randy Orton, który stał się siódmą osobą wygrywającą walkę więcej niż jeden raz. John Cena pokonał AJ Stylesa i zdobył WWE Championship. Stał się szesnastokrotnym światowym mistrzem (w tym trzynastokrotnym posiadaczem WWE Championship) i wyrównał dotychczasowy rekord Rica Flaira. Kevin Owens obronił WWE Universal Championship w No Disqualification matchu z Romanem Reignsem po interwencji ze strony Brauna Strowmana.

## Produkcja
Royal Rumble oferowało walki profesjonalnego wrestlingu z udziałem różnych wrestlerów z istniejących oskryptowanych rywalizacji i storyline’ów, które są kreowane na tygodniówkach Raw i SmackDown Live. Wrestlerzy są przedstawieni jako heele (negatywni, źli zawodnicy i najczęściej wrogowie publiki) i face’owie (pozytywni, dobrzy i najczęściej ulubieńcy publiki), którzy rywalizują pomiędzy sobą w seriach walk mających budować napięcie. Kulminacją rywalizacji jest walka wrestlerska lub ich seria.

### Rywalizacje

#### Royal Rumble match
| Rola:          | Osoba:                                                 |
| -------------- | ------------------------------------------------------ |
| Komentatorzy   | Michael Cole (Raw / Royal Rumble match)                |
| Komentatorzy   | Corey Graves (Raw / Royal Rumble match)                |
| Komentatorzy   | Byron Saxton (Raw)                                     |
| Komentatorzy   | Mauro Ranallo (SmackDown / Cruiserweight Championship) |
| Komentatorzy   | John "Bradshaw" Layfield (SmackDown)                   |
| Komentatorzy   | David Otunga (SmackDown)                               |
| Komentatorzy   | Tom Phillips (SmackDown)                               |
| Komentatorzy   | Austin Aries (Cruiserweight Championship)              |
| Komentatorzy   | Jerry Lawler (Royal Rumble match)                      |
| Konferansjerzy | Greg Hamilton (SmackDown)                              |
| Konferansjerzy | JoJo (Raw / Royal Rumble match)                        |
| Sędziowie      | Jason Ayers                                            |
| Sędziowie      | Shawn Bennett                                          |
| Sędziowie      | John Cone                                              |
| Sędziowie      | Dan Engler                                             |
| Sędziowie      | Darrick Moore                                          |
| Sędziowie      | Chad Patton                                            |
| Sędziowie      | Charles Robinson                                       |
| Sędziowie      | Ryan Tran                                              |
| Sędziowie      | Rod Zapata                                             |
| Panel pre-show | Renee Young                                            |
| Panel pre-show | Booker T                                               |
| Panel pre-show | Jerry Lawler                                           |
| Panel pre-show | Shawn Michaels                                         |
| Panel pre-show | Austin Aries                                           |
| Panel pre-show | Peter Rosenberg                                        |

Jako tradycja styczniowej gali, walką wieczoru był trzydziestoosobowy Royal Rumble match, gdzie zwycięzca zawalczy o światowy tytuł mistrzowski na WrestleManii 33 (WWE Universal Championship należące do Raw lub WWE Championship do SmackDown). Po pokonaniu Brocka Lesnara na gali Survivor Series, Goldberg zadeklarował siebie jako pierwszego oficjalnego uczestnika Royal Rumble matchu na tygodniówce Raw z 21 listopada. Tydzień później na Raw, Paul Heyman potwierdził uczestnictwo Lesnara w Royal Rumble matchu. 2 stycznia 2017 na odcinku Raw, swoje uczestnictwo w walce potwierdziło The New Day (Big E, Kofi Kingston i Xavier Woods), a także Chris Jericho i Braun Strowman. Dzień później na tygodniówce SmackDown Live, pierwszym uczestnikiem reprezentującym brand SmackDown stał się Baron Corbin. Seth Rollins ogłosił swoje uczestnictwo poprzez Twittera w dniu 9 stycznia. Tej samej nocy na tygodniówce Raw pojawił się The Undertaker, który zapowiedział wystąpienie w meczu. 10 stycznia na odcinku SmackDown Live kolejnymi potwierdzonymi uczestnikami stali się Dean Ambrose i The Miz. Podczas Talking Smack emitowanego tuż po SmackDown Live, Dolph Ziggler ogłosił się kolejnym uczestnikiem walki. Również na Twitterze potwierdzili swoje uczestnictwo posiadacze WWE Raw Tag Team Championship Cesaro i Sheamus. 17 stycznia na odcinku SmackDown do składu walki dołączyli się The Wyatt Family (Bray Wyatt, Randy Orton i Luke Harper). 23 stycznia potwierdzono Big Showa jako kolejnego uczestnika walki, zaś tego samego dnia podczas tygodniówki Raw, Sami Zayn pokonał Setha Rollinsa stając się członkiem Royal Rumble matchu, wskutek czego Rollins został z niej wycofany. Tej samej nocy potwierdzono ostatnich członków rosteru Raw: Big Cassa oraz Ruseva. 24 stycznia na odcinku SmackDown Live, Mojo Rawley wygrał 10-osobowy Battle Royal kwalifikujący go do Royal Rumble matchu.

#### Kevin Owens vs. Roman Reigns
Na gali Roadblock: End of the Line z 18 grudnia 2016, Kevin Owens obronił swojego WWE Universal Championship przez dyskwalifikację pokonując United States Championa Romana Reignsa, gdzie Chris Jericho wszedł do ringu i wykonał Owensowi Codebreaker. Po walce Jericho zdradził, że to był ich plan w celu wygranej Owensa, lecz na koniec gali Reigns i Seth Rollins wykonali im podwójny Powerbomb przez stół komentatorski. Następnej nocy na tygodniówce Raw generalny menadżer Mick Foley ogłosił kolejna walkę pomiędzy Owensem i Reignsem mającą miejsce na gali Royal Rumble z dodatkowym warunkiem, iż Jericho będzie umieszczony w małej klatce zawieszonej nad ringiem. Duo zawalczyło w walce wieczoru tygodniówki z Reignsem i Rollisem, gdzie zdołali ich pokonać po interwencji ze strony Brauna Strowmana. Na ostatniej tygodniówce Raw w 2016, Reigns obronił swojego United States Championship w walce z Owensem pomimo interwencji ze strony Jericho i Rollinsa. 2 stycznia 2017 na odcinku Raw, Reigns ponownie obronił United States Championship w walce z Jericho, podczas gdy Owens miał zakaz przebywania w okolicach ringu. Siedem dni później na Raw, Reigns ponownie musiał bronić swojego tytułu, jednakże tym razem w Handicap matchu przeciwko Jericho i Owensowi; Jericho przypiął Romana i stał się nowym mistrzem. 16 stycznia na Raw, Braun Strowman, Jericho i Owens wygrali z Rollinsem, Reignsem i Samim Zaynem. Po walce, Owens wykonał powerbomb Reignsem przez stół. W następnym tygodniu, Reigns zmierzył się z Jericho w rewanżu o United States Championship, lecz pojedynek zakończył się dyskwalifikacją z powodu ataku Owensa na Reignsie. Po walce ogłoszono, że pojedynek na Royal Rumble będzie No Disqualification matchem.

#### AJ Styles vs. John Cena
Na gali TLC: Tables, Ladders & Chairs z 4 grudnia, AJ Styles obronił WWE World Championship w walce z Deanem Ambrosem w Tables, Ladders and Chairs matchu. 13 grudnia na tygodniówce SmackDown, Dolph Ziggler pokonał Ambrose'a, The Miza i Luke'a Harpera stając się pretendentem do WWE Championship, gdzie ustanowiono jego walkę ze Stylesem na za dwa tygodnie. Na odcinku SmackDown z 20 grudnia, Baron Corbin skonfrontował się z Zigglerem twierdząc, że nie nadaje się na pretendenta, wskutek czego ustanowiono ich walkę na koniec epizodu, gdzie na szali postanowiono miano pretendenta. Walka zakończyła się podwójnym wyliczeniem pozaringowym, przez co generalny menadżer Daniel Bryan oznajmił, że obaj staną się pretendentami do tytułu Stylesa. 27 grudnia powrócił John Cena, który wyzwał przyszłego zwycięzcę walki wieczoru do pojedynku o WWE Championship na gali Royal Rumble. Po tym jak Styles obronił mistrzostwa, Cena pojawił się w ringu i uścisnął dłoń Stylesa. W przyszłym tygodniu na SmackDown, Styles i Cena podpisali kontrakt potwierdzający ich walkę na gali pay-per-view. Do segmentu dołączył się Baron Corbin, który zapowiedział wygraną Royal Rumble matchu i pokonanie WWE Championa na WrestleManii, a w międzyczasie Styles zaatakował Cenę od tyłu. W następnym tygodniu na SmackDown Live, Cena pokonał Corbina w walce wieczoru gali, którą komentował Styles.

#### Charlotte Flair vs. Bayley
Na gali Roadblock: End of the Line, Charlotte Flair pokonała Sashę Banks w 30-minutowym Iron Man matchu i po raz czwarty zdobyła WWE Raw Women’s Championship. Na pierwszej tygodniówce Raw po gali, wypowiedź Charlotte w ringu przerwała Bayley, która do tej pory dwukrotnie pokonała mistrzynię, zaś tej samej nocy odniosła trzecie zwycięstwo. 26 grudnia oficjalnie wycofano rezultat ich trzeciego pojedynku, gdyż łopatki Charlotte nie dotykały maty podczas przypięcia. Mimo tego Charlotte zaoferowała trzeci pojedynek z sędzią specjalnym Daną Brooke, przez którą ostatecznie Bayley poniosła porażkę. 2 stycznia 2017, Bayley pokonała Nię Jax o miano pretendentki do tytułu Charlotte na gali Royal Rumble. 9 stycznia, Bayley i Banks zostały pokonane przez Flair oraz Jax.

#### Rich Swann vs. Neville
Na gali Roadblock: End of the Line, Rich Swann obronił WWE Cruiserweight Championship w triple threat matchu przeciwko T.J. Perkinsowi oraz The Brianowi Kendrickowi. Po walce do ringu wkroczył powracający Neville, który zaatakował Swanna i Perkinsa stając się antagonistą. Następnej nocy na Raw wyjaśnił swój atak chęcią podbicia całej dywizji cruiserweight, jak również określił się mianem "króla cruiserweightów". 24 godziny później na tygodniówce 205 Live, Neville i Kendrick pokonali Perkinsa i Swanna w tag team matchu. Neville kontynuował pasmo zwycięstw, gdzie 26 grudnia na Raw pokonał Perkinsa, zaś dzień później na 205 Live pokonał Swanna w non-title matchu; po walce ponownie zaatakował mistrza. 10 stycznia 2017 na odcinku 205 Live po tym, jak Swann pokonał Tony'ego Nese'a, Neville wyzwał Swanna do walki o Cruiserweight Championship na gali Royal Rumble, na co przystąpił posiadacz tytułu. Na następnym Raw, Neville zaatakował Swanna przed jego walką z Tonym Nesem, gdzie ten dołączył do ataku na mistrzu.

#### Cesaro i Sheamus vs. Karl Anderson i Luke Gallows
Na gali Roadblock: End of the Line, Cesaro i Sheamus pokonali Big E i Kofi'ego Kingstona (reprezentujących The New Day), wskutek czego zdobyli WWE Raw Tag Team Championship, a także zakończyli rekord najdłuższego panowania w historii The New Day. Następnej nocy na Raw, Mick Foley wręczył im nowe pasy tag-team z odświeżonym wyglądem. Celebrację przerwali Luke Gallows i Karl Anderson, gdzie Cesaro, Sheamus i New Day pokonali ich, a także The Shining Stars. W następnym tygodniu, The New Day wykorzystało klauzulę rewanżu o tytuły, lecz nie zdołali ich odzyskać. 2 stycznia na odcinku Raw, Anderson pokonał Cesaro, zaś siedem dni później Sheamus pokonał Gallowsa. 16 stycznia na Raw, Cesaro i Sheamus obronili swoich tytułów w walce z Gallowsem i Andersonem po tym, jak Sheamus znokautował sędziego pojedynku, przybiegł drugi i zaliczył przypięcie dla Gallowsa i Andersona. Ostatecznie oryginalny sędzia przyznał im zwycięstwo przez dyskwalifikację. 23 stycznia ogłoszono kolejną walkę pomiędzy drużynami podczas pre-showu gali Royal Rumble, gdzie pojedynek będzie prowadziło dwóch sędziów.

#### Alexa Bliss, Mickie James i Natalya vs. Becky Lynch, Nikki Bella i Naomi
Na gali TLC: Tables, Ladders & Chairs, Alexa Bliss pokonała Becky Lynch w Tables matchu zdobywając tytuł WWE SmackDown Women's Championship. Na tej samej gali, Nikki Bella wygrała No Disqualification match z Carmellą, która ogłosiła, że to Natalya zaatakowała Bellę na listopadowej gali Survivor Series. Natalya przyznała się do tego 20 grudnia na odcinku SmackDown Live, argumentując zazdrością odnośnie do popularności Belli, wskutek czego przez kolejne tygodnie odbywały się bijatyki pomiędzy nimi. W międzyczasie Bliss przegrała non-title match z zamaskowaną La Luchadorą, którą grała Lynch. 27 grudnia, Lynch przegrała pojedynek z Bliss o pas po interwencji ze strony innej zawodniczki przebranej za La Luchadorę. Bliss ponownie wygrała z Lynch 17 stycznia w Steel Cage matchu, gdzie zdemaskowano La Luchadorę, którą okazała się powracająca Mickie James. Tydzień później James wyjawiła, że była zapominana podczas "kobiecej rewolucji", przez co ona i Bliss zawarły sojusz przeciwko Lynch. Tej samej nocy po odniesionej kontuzji wróciła Naomi, która wyzwała Bliss do walki, jednakże mistrzyni odmówiła. Po emisji odcinka zapowiedziano sześcioosobowy tag-team match kobiet na galę Royal Rumble pomiędzy Lynch, Nikki i Naomi oraz Bliss, James i Natalyą. Dwa dni później oficjalnie przeniesiono walkę do pre-showu gali Royal Rumble.

## Lista walk
| Nr                                                                   | Wyniki                                                                        | Stypulacje                                                                                                | Czas    |
| -------------------------------------------------------------------- | ----------------------------------------------------------------------------- | --- | ------- |
| 1P                                                                   | Becky Lynch, Nikki Bella i Naomi pokonały Alexę Bliss, Mickie James i Natalyę | Six-woman tag team match                                                                                  | 9:35    |
| 2P                                                                   | Luke Gallows i Karl Anderson pokonali Cesaro i Sheamusa (c)                   | Tag team match o WWE Raw Tag Team Championship                                                            | 10:28   |
| 3P                                                                   | Nia Jax pokonała Sashę Banks                                                  | Singles match                                                                                             | 5:10    |
| 4                                                                    | Charlotte Flair (c) pokonała Bayley                                           | Singles match o WWE Raw Women’s Championship                                                              | 13:05   |
| 5                                                                    | Kevin Owens (c) pokonał Romana Reignsa                                        | No Disqualification match o WWE Universal Championship Chris Jericho był umieszczony w klatce nad ringiem | 22:55   |
| 6                                                                    | Neville pokonał Richa Swanna (c) poprzez submission                           | Singles match o WWE Cruiserweight Championship                                                            | 14:00   |
| 7                                                                    | John Cena pokonał AJ Stylesa (c)                                              | Singles match o WWE Championship                                                                          | 24:10   |
| 8                                                                    | Randy Orton wygrał eliminując jako ostatniego Romana Reignsa                  | 30-osobowy Royal Rumble match o miano pretendenta do światowego tytułu na WrestleManii 33                 | 1:02:07 |
| (c) – mistrz/mistrzyni przed walkąP – walka miała miejsce w pre-show |                                                                               | |         |

### Wejścia i eliminacje w Royal Rumble matchu
– Raw
    – SmackDown
    – 205 Live
    – NXT
    – Nieprzypisany
| Nr. | Uczestnik       | Nr. eliminacji | Wyeliminowany przez | Czas     | Eliminacje |
| --- | --------------- | -------------- | ------------------- | -------- | ---------- |
| 1   | Big Cass        | 3              | Brauna Strowmana    | 09:57    | 0          |
| 2   | Chris Jericho   | 27             | Romana Reignsa      | 01:00:13 | 2          |
| 3   | Kalisto         | 4              | Brauna Strowmana    | 08:17    | 0          |
| 4   | Mojo Rawley     | 2              | Brauna Strowmana    | 06:16    | 0          |
| 5   | Jack Gallagher  | 1              | Marka Henry'ego     | 03:20    | 0          |
| 6   | Mark Henry      | 5              | Brauna Strowmana    | 03:17    | 1          |
| 7   | Braun Strowman  | 9              | Barona Corbina      | 13:11    | 7          |
| 8   | Sami Zayn       | 25             | Undertakera         | 46:55    | 0          |
| 9   | Big Show        | 6              | Brauna Strowmana    | 01:42    | 0          |
| 10  | Tye Dillinger   | 8              | Brauna Strowmana    | 05:27    | 0          |
| 11  | James Ellsworth | 7              | Brauna Strowmana    | 00:15    | 0          |
| 12  | Dean Ambrose    | 16             | Brocka Lesnara      | 26:55    | 0          |
| 13  | Baron Corbin    | 21             | Undertakera         | 32:39    | 1          |
| 14  | Kofi Kingston   | 10             | Sheamusa i Cesaro   | 16:13    | 0          |
| 15  | The Miz         | 24             | Undertakera         | 32:44    | 0          |
| 16  | Sheamus         | 13             | Chrisa Jericho      | 12:13    | 2          |
| 17  | Big E           | 12             | Sheamusa i Cesaro   | 09:46    | 0          |
| 18  | Rusev           | 20             | Goldberga           | 22:31    | 0          |
| 19  | Cesaro          | 14             | Chrisa Jericho      | 06:44    | 2          |
| 20  | Xavier Woods    | 11             | Sheamusa i Cesaro   | 04:47    | 0          |
| 21  | Bray Wyatt      | 28             | Romana Reignsa      | 24:11    | 0          |
| 22  | Apollo Crews    | 15             | Luke'a Harpera      | 05:46    | 0          |
| 23  | Randy Orton     | -              | Zwycięzca           | 20:52    | 1          |
| 24  | Dolph Ziggler   | 17             | Brocka Lesnara      | 04:21    | 0          |
| 25  | Luke Harper     | 22             | Goldberga           | 09:56    | 1          |
| 26  | Brock Lesnar    | 19             | Goldberga           | 04:30    | 3          |
| 27  | Enzo Amore      | 18             | Brocka Lesnara      | 00:18    | 0          |
| 28  | Goldberg        | 23             | Undertakera         | 03:21    | 3          |
| 29  | The Undertaker  | 26             | Romana Reignsa      | 08:46    | 4          |
| 30  | Roman Reigns    | 29             | Randy'ego Ortona    | 05:05    | 3          |